# Marcel Liebman
Cet article possède un paronyme, voir Liebmann.
Marcel Liebman (1929-1986) a enseigné l'histoire des doctrines politiques et la sociologie politique à l'Université libre de Bruxelles et à la Vrije Universiteit Brussel. Historien du socialisme et du communisme, il a publié nombre d'essais bien connus, notamment sur la Révolution russe, le léninisme et l'histoire du mouvement ouvrier en Belgique. Il a également été l'un des premiers initiateurs du dialogue israélo-palestinien.

## Biographie
Issu d'une famille d'origine juive polonaise, il raconte son expérience de la Shoah dans son ouvrage Né juif. Son séjour à Londres en 1953 où il étudie les Relations internationales à la London School of Economics sera déterminant pour son orientation ultérieure.
Historien du socialisme et du communisme, il a publié de nombreux essais réputés, notamment sur la Révolution russe, le léninisme et le mouvement ouvrier belge.
De 1962 à 1967, il fut rédacteur dans l'hebdomadaire La Gauche et fonda après 1968 la revue Mai qui exista jusqu'en 1973.
Se voulant précurseur du dialogue israélo-palestinien, il participe en 1976 à la création de  l'Association belgo-palestinienne, avec Naïm Khader et Pierre Galand, et en devient le secrétaire général. Dans son autobiographie, Liebman affirme avoir été sujet de nombreuses invectives au sujet de son activisme en faveur de l'indépendance de la Palestine : « Traître », « renégat », « antisémite », « vendu ». En 1973, la Tribune sioniste parle de lui comme faisant partie des « Quisling de la cause du peuple juif » tandis que le journal juif anversois Belgisch Israëlitisch Weekblad le qualifie de « Joodse Degrelle ». Riton Liebman, son fils, est un comédien, auteur et réalisateur belge. Dans la pièce de théâtre Liebman renégat, le fils parle de la vie de son père et de sa relation avec celui-ci. 
Professeur à l'Université libre de Bruxelles, à sa mort une fondation qui incarne l'aile gauche de l'université, porte son nom. Celle-ci vise à contribuer de manière générale à l'étude du mouvement socialiste et de la pensée de gauche. Elle a pour objet la promotion d'une réflexion critique sur les pratiques des mouvements sociaux et un éclairage des enjeux politiques actuels par l'histoire.